# Mary Jackson
Pour les articles homonymes, voir Mary Jackson (homonymie) et Jackson.
Mary Jackson est une actrice américaine née le 22 novembre 1910 à Milford, Michigan, et morte le 10 décembre 2005 à Los Angeles, Californie.

## Biographie
Elle est principalement connue pour son rôle de Miss Emily Baldwin dans la série télévisée des années 1970 The Waltons. Elle avait fait ses débuts à Broadway dans des productions comme Kiss & Tell et The Flowering Cherry, avant d'apparaître au petit écran, dans des séries comme Alfred Hitchcock Presents, My Three Sons, The Andy Griffith Show and Barnaby Jones. Elle sera aussi de la distribution de quelques films des années 1970, jouant notamment le rôle de la mère de Jane Fonda dans Fun with Dick and Jane (1977) et une religieuse dans Airport (1970).

## Filmographie
- 1972 : L'Auberge de la terreur (Terror House) de Bud Townsend : Evelyn Smith
- 1977 : Columbo : Le Mystère de la chambre forte (Try and Catch Me) (série télévisée) : Annie